# Cerimonia di apertura della bocca

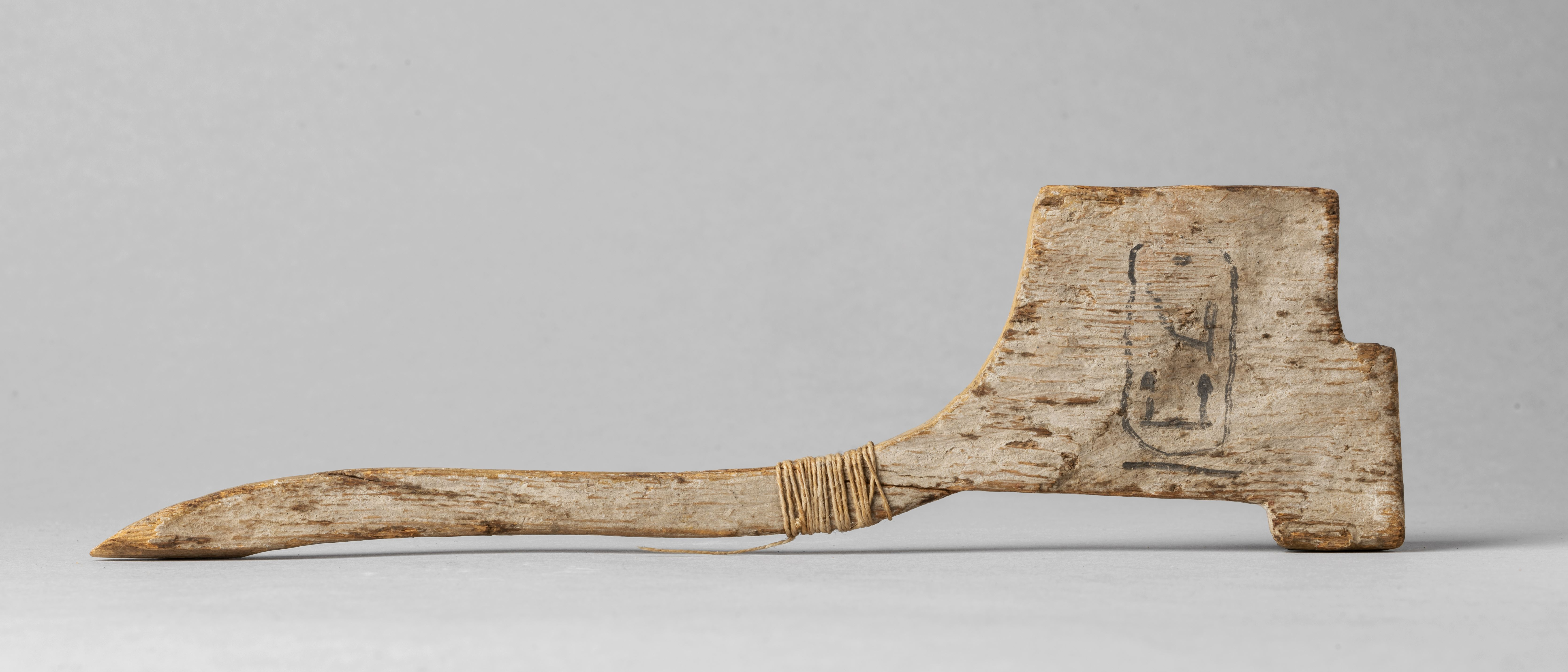
Modello di strumento per apertura della bocca con i cartigli di Ahmose Nefertari e Amenhotep I. Tra il 1539 e il 1076 a.C. Nuovo Regno. Museo Egizio, Torino.

La cerimonia (o rituale) dell'apertura della bocca costituisce parte dei complessi riti religiosi praticati, nella civiltà dell'antico Egitto, allo scopo di garantire al defunto la vita eterna.
 
Attestata già durante l'Antico Regno ebbe forma canonizzata solamente nel corso del Nuovo Regno. Nella forma più antica oggetto della cerimonia era la statua (simulacro) del defunto che attraverso il rituale si identificava del tutto con esso,  in tempi più recenti anche la salma stessa, dopo il processo di imbalsamazione, veniva sottoposta al rito.

Una descrizione del rituale ci è giunta dalle decorazioni della tomba di Seti I (KV17 nella Valle dei Re) nei cui corridoi sono presenti 75 riquadri che illustrano appunto la cerimonia.
La cerimonia, nella sua fase più antica, avveniva nel laboratorio sacro annesso al tempio, detto il castello d'oro ove la statua veniva realizzata; attraverso l'uso di strumenti appositi  la bocca e gli occhi del simulacro venivano aperti in modo che potesse svolgere le funzioni del defunto. Il rito era completato da fumigazioni e lustrazioni che precedevano il trasporto della statua nella tomba.

Nella sua evoluzione posteriore il rituale venne esteso alla mummia in modo da restituirle l'uso dei sensi in modo che il ka del defunto potesse vivere pienamente della Duat (l'oltretomba).
Uno degli oggetti rituali della cerimonia era il
| D50 · Z1 | n | S12 | N33 · N33 · N33 |

 ḏbˁ n nbw

il dito d'oro, un oggetto in oro, o in pietra dipinta, raffigurante due dita affiancate e l'altro era una piccola ascia simile a quella che compare nel glifo
| U19 |

Sia nella fase più arcaica che in quella posteriore il simulacro, e poi la mummia, erano sottoposti alla cerimonia poggiati su una collinetta di sabbia  simbolo del luogo della creazione primigenia.